# Tyffany Million
Pour les articles homonymes, voir Million (homonyme).
Tiffany Million, née le 6 avril 1966 à Richmond (Californie), est une actrice pornographique, chasseuse de primes et catcheuse professionnelle américaine.

## Biographie
Elle est diplômée en 1984 de "Carondelet High School", une école catholique de Concord (Californie). Elle fait ensuite du strip-tease en 1985 au "O'Farrell Theatre" à San Francisco.

### Catch professionnel
Dans les années 80, elle est membre de "Gorgeous Ladies of Wrestling" Catch féminine sous le nom de "Tiffany Mellon". Elle était avec Roxy Astor dans tag team connu sous le nom de the "Park Avenue Knockouts."

### Carrière X
De 1992 à 1994, elle joue dans des films pornographiques car elle se dit libertine et féministe "Individualist feminism (en)".
Elle devient ensuite chasseuse de prime et enquêtrice pour "Skye-Lane Investigations".
En 2007, elle joue dans une télé-réalité "Wife, Mom, Bounty Hunter", sur la chaine WE: Women's Entertainment.

## Récompenses et nominations

### Récompenses
- 1994 : AVN Award Best Group Scene - Film pour New Wave Hookers 3 (avec Francesca Le, Crystal Wilder, Lacy Rose, Jon Dough et Rocco Siffredi)
- 1994 : XRCO Best Actress (Single Performance) for Sex
- 1995 : AVN Award du meilleur second rôle féminin dans un film (Best Supporting Actress - Film) pour Sex[4]
- AVN Hall of Fame
- XRCO Hall of Fame

## Filmographie
- Generally Horny Hospital (1995)
- Climax 2000 (1994)